# Montrose (Michigan)
Montrose – miasto w Stanach Zjednoczonych, w stanie Michigan, w hrabstwie Genesee.